# Gérard Michel de La Jonchère
Gérard Michel, seigneur de La Jonchère et de Vaucresson (janvier 1675 - Paris, 14 mai 1750) est un conseiller français du roi qui fut condamné en 1723 pour détournement de fonds publics.

## Biographie
Fils aîné de Jacques Michel, élu en l'élection de Paris, et d’Élisabeth de La Rue, fille de Gérard de La Rue, bourgeois de Paris, morte en 1676, Gérard Michel est reçu en 1711 trésorier de l'Extraordinaire des guerres. Il est aussi lieutenant des inspecteurs généraux des chasses du château de Saint-Germain.
Gérard Michel de La Jonchère accroit rapidement sa fortune. Il est sous la Régence l'un des financiers de Paris les plus en vue ; il possède la belle terre de La Jonchère, entre Rueil et Bougival ; après avoir demeuré rue d'Anjou, dans le Marais, il devint acquéreur, en 1717, d'un hôtel particulier situé rue Saint-Honoré. En 1721, il faisait faire son portrait et celui de sa femme, Charlotte de Fleury (1692-1757), par le peintre à la mode, Hyacinthe Rigaud.
L'origine et l'importance de sa fortune attirèrent les investigations de la chambre de justice instituée par la Régence, qui le taxa, en 1717, via la commission du visa et lui ordonna la restitution de 600 000 livres à l'État.
En 1723, le banquier Pâris Duverney qui dirige la commission du visa aux fins de centraliser les créanciers lésés par la faillite du système de Law, décide d'inspecter de nouveau les comptes du trésorier. Selon Pâris, La Jonchère avait distribué en billets la solde des officiers, pour le paiement de 
laquelle il avait reçu des espèces ; cette opération lui aurait procuré des bénéfices illicites évalués à douze ou treize millions. 
Arrêté le 26 mai 1723, il est conduit à la Bastille. Cette affaire jette de l'ombre sur Claude Le Blanc, ministre de la Guerre. L'enquête est menée par une commission dirigée par le maréchal de Villars.
L'instruction fut longue, il fallut éplucher tous ses comptes. Enfin, le 15 avril 1724, l'arrêt fut rendu : il blâmait La Jonchère, le déclarait incapable désormais de tenir ni posséder aucune charge de finance et le condamnait par corps à porter au trésor royal la somme de 1 381 688 livres en espèces sonnantes, faisant partie d'une somme de 2 468 208 livres restant due sur l'exercice 1720. La Jonchère, de son côté, réclamait pour dommage 775 000 livres.
Si l'accusation de péculat est écartée, La Jonchère n'en demeure pas moins enfermé à la Bastille. Car une nouvelle affaire, criminelle cette fois, avait surgi entretemps : une série de meurtres commis sur ses domaines. Transféré à la Conciergerie, puis relaxé, La Jonchère est libéré en juillet 1725. Il tenta ensuite de faire réviser son procès mais la commission n'aboutit pas. Il vécut encore 25 ans dans l'indifférence générale, ayant réussi à garder quelques terres du côté de Malmaison.
Quant à Pâris Duverney, au mois d'août 1726, il fut accusé de malversations dans la finance des offices municipaux du Languedoc, et mis à la Bastille, où il resta jusqu'au 18 janvier 1728.
La Jonchère a laissé un important journal de captivité.